# Église Santo Stefano dei Cavalieri
L'église Santo Stefano dei Cavalieri (en français : Saint-Étienne-des-Cavaliers) est un édifice religieux de la ville de Pise, en Italie. Elle est située au centre historique de la ville, piazza dei Cavalieri, et elle est dédiée au pape Étienne Ier.

## Histoire
La construction de l'église a commencé le 17 avril 1565 afin de construire une église pour l'ordre des Cavalieri di Santo Stefano (Ordre de Saint-Étienne, pape et martyr) ordre créé par le Grand-duc Cosme de Médicis pour lutter contre la piraterie sarrasine en Méditerranée. 
Le projet a été confié à Giorgio Vasari et David Fortini. L'édifice a été construit sur le site d'une église plus ancienne, appelée San Sebastiano alle Fabbriche Maggiori, datant de 1074. 
La nouvelle église a été consacrée le 21 décembre 1569. 
La façade, en marbre blanc, a été réalisée par Don Giovanni de' Medici, fils illégitime de Cosme Ier de Toscane, avec l'aide d'Alessandro Pieroni, préféré au plan original de Vasari. 
Une inscription commémore la fin du règne de Ferdinand Ier de Médicis.
Le clocher, également conçu par Vasari, est achevé en 1572 par Giovanni Fancelli. 
La conception du maître-autel est de Pier Francesco Silvani. Plusieurs modifications et ajouts ont été proposés et réalisés au cours des deux siècles suivants, d'après les plans de Gherardo Mechini, Paolo Guidotti, Torpè Donati, Alessandro Gherardesca (it), Florido Galli, Pasquale Poccianti (it) et Niccolò Matas.
L'édifice a fait l'objet d'une restructuration en 1859, après la suppression de l'ordre.

## Description

### Extérieur
La façade, en marbre blanc de Carrare, a été dessinée par Don Giovanni de' Medici et Alessandro Pieroni dont le projet aurait été préféré à l'original de Vasari. 
La façade comporte deux ordres de colonnes, lésènes, pilastres, un arc abaissé au centre et un tympan avec le blason des Médicis et de l'Ordre de saint Étienne. Une inscription indique la date de construction de l'église et une autre celle de la façade aux temps de Ferdinand Ier de Médicis.
Les ailes latérales ont été sobrement redéfinies et décorées en 1934.

### Intérieur

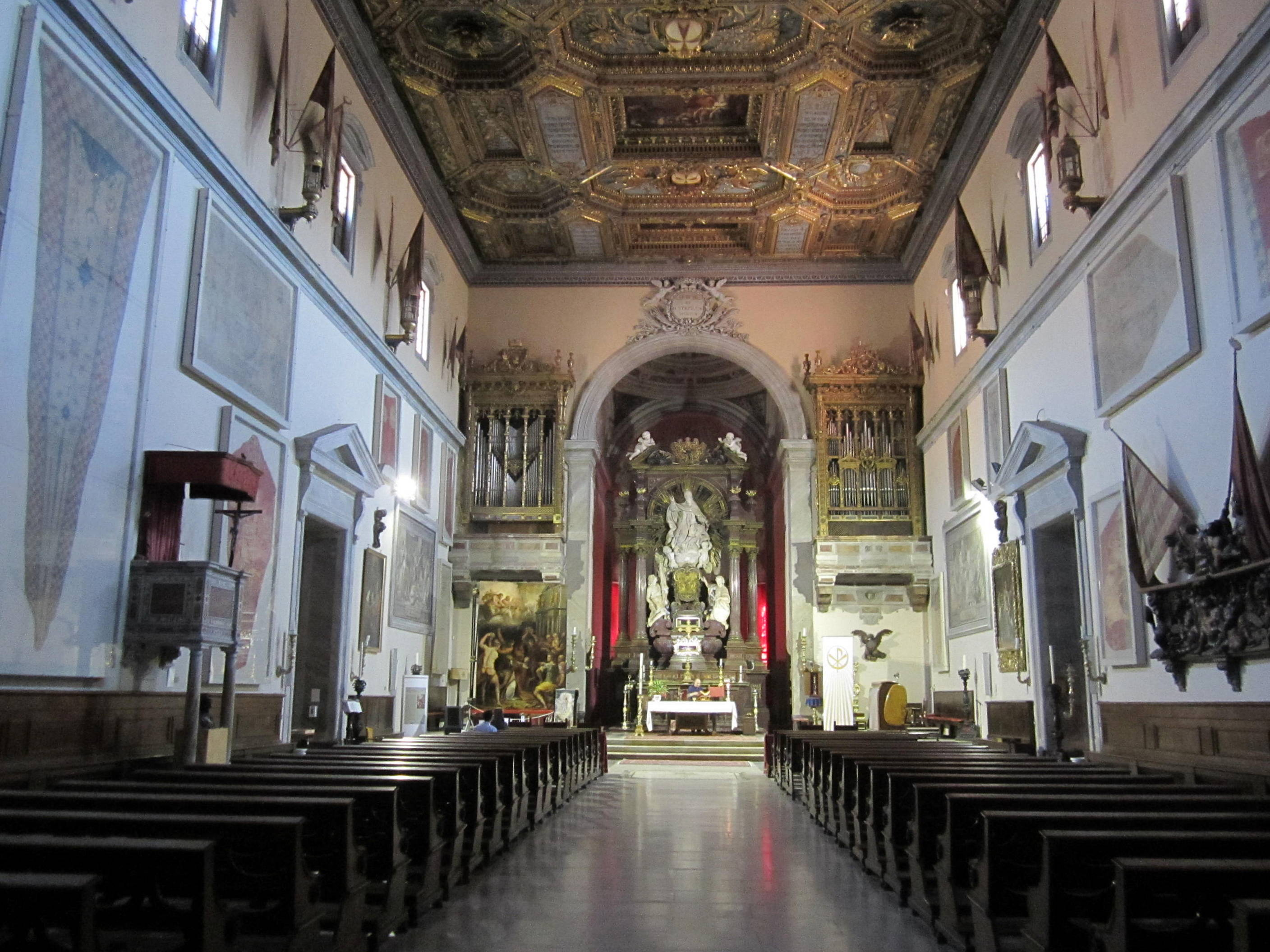
La nef et le chœur.

L'église conserve de nombreuses bannières et trophées capturés lors d'affrontements navals avec les pirates sarrasins. Les fonts baptismaux ont été sculptés par Giovanni Fancelli en 1568, d'après les dessins de Vasari.
Sur le mur de l'entrée se trouvent cinq peintures monochromes des Histoires de saint Etienne, pape et martyr, dont l'entrée de Ferdinand Ier le 31 mars 1588. Le grand-duc a commandé le plafond en bois à Bartolomeo Atticciati (it) (1604).
Le plafond comprend six tableaux sur bois représentant des épisodes d'événements historiques : Cosme I de' Medici en uniforme militaire de Lodovico Cigoli ; le Retour de la flotte de la bataille de Lépante et le Pillage de Préveza de Jacopo Ligozzi, le  Rembarquement à Livourne de Maria de' Medici par Cristofano Allori, Victoire dans l'archipel grec et la Capture de Bona de Jacopo Chimenti.
La chaire polychrome (1627) a été achevée par Chiarissimo Fancelli. 
Peintures de la Lomi Aurelio Vierge et l'enfant avec les Saints Joseph et Stefano (1593).
L'autel principal (1702-1709), dans le presbytère a été conçu et sculpté par Giovanni Battista Foggini avec une statue du pape saint Étienne Ier et les Figures allégoriques de la Religion et la Foi, et sur le trône en bronze, la Décapitation de Saint Étienne. 
Une peinture par Giorgio Vasari Mise au tombeau de saint Étienne (1571) ; Naissance du Christ (1564) de Bronzino.
Dans la sacristie se trouve un groupe de sculptures de saint Étienne et l'Allégorie de la Raison et de la Trinité (1683), réalisées par Foggini à l'occasion de la translation du corps du saint dans cette église en 1682.
La chapelle du Saint-Sacrement a été achevée en 1837 par Florido Galli.